# Pallacanestro ai II Giochi olimpici giovanili estivi
Le gare di pallacanestro ai II Giochi olimpici giovanili estivi si sono svolte dal 18 al 26 agosto 2014 al Wutaishan Sports Center di Nanchino. Come a Singapore 2010, i tornei si sono tenuti nel formato 3 contro 3, insieme ad un nuovo evento, le gare di abilità.

## Podi

### Gare maschili
| Evento                     | Oro                                                                    | Argento                                                               | Bronzo                                                                 |
| Torneo                     |                                                                        |                                                                       |                                                                        |
| Torneo maschile (dettagli) | Lituania Justas Vazalis Kristupas Žemaitis Jonas Leksas Martynas Sajus | Francia Elie Fedensieu Teddy Cheremond Karim Mouliom Lucas Dussoulier | Argentina Juan Pablo Lugrin José Vildoza Rodrigo Gerhardt Michel Divoy |
| Gara di abilità            |                                                                        |                                                                       |                                                                        |
| Schiacciate (dettagli)     | Karim Mouliom                                                          | Žiga Lah                                                              | Fu Lei                                                                 |

### Gare femminili
| Evento                      | Oro                                                                              | Argento                                                              | Bronzo                                                                            |
| Torneo                      |                                                                                  |                                                                      |                                                                                   |
| Torneo femminile (dettagli) | Stati Uniti Arike Ogunbowale Napheesa Collier Katie Lou Samuelson Dejanae Boykin | Paesi Bassi Fleur Kuijt Janis Ndiba Esther Fokke Charlotte van Kleef | Spagna Laia Flores Helena Orts I Martinez Ana Calvo Diaz Lucía Togores Carpintero |
| Gara di abilità             |                                                                                  |                                                                      |                                                                                   |
| Tiri liberi (dettagli)      | Lucía Togores Carpintero                                                         | Ela Mićunović                                                        | Katie Lou Samuelson                                                               |